# Czarnawiec wędrowny
Czarnawiec wędrowny, czarnawiec czerwonoodwłokowy (Tliltocatl vagans) – gatunek dużego pająka z rodziny ptasznikowatych (Theraphosidae).
Ptasznik naziemny, zamieszkujący wilgotne obszary Ameryki Środkowej.
Jest to dość duży ptasznik, ciało dorosłej samicy dorasta do 7,5 cm długości (rozmiary ptaszników zwyczajowo podaje się jako długość od początku szczękoczułek do końca odwłoka, zważywszy na problemy z dokładnym wyznaczeniem długości odnóży), samiec jest nieco mniejszy, dorasta do około 6,5 cm.
W ubarwieniu tego ptasznika dominuje głęboka czerń, karapaks czarny z jasną obwódką, czarne odnóża, czarny odwłok, na którym widoczne są karminowe włoski.
Gatunek ten charakteryzuje dość szybki wzrost, mimo to samice dożywają nieraz 20 lat.
Osobniki tego gatunku bywają agresywne, ich reakcje są często nieprzewidywalne.
Jad nie stanowi zagrożenia dla człowieka.
Gatunek objęty jest konwencją waszyngtońską (CITES).

## Taksonomia
Gatunek ten opisany został po raz pierwszy w 1875 roku przez Antona Ausserera jako Eurypelma vagans. W 1903 roku Reginald Innes Pocock przeniósł go do rodzaju Brachypelma. W 2019 roku Jorge Mendoza i Oscar Francke na podstawie molekularno-morfologicznej analizy filogenetycznej przenieśli do nowo utworzonego rodzaju Tliltocatl jako jego gatunek typowy.

## W kulturze
Brachypelma vagans wystąpiła w filmie science fiction Tarantula z 1955.